# Kanton Chilly-Mazarin
Canton de Chilly-Mazarin je francouzský kanton v departementu Essonne v regionu Île-de-France. Vznikl 7. prosince 1975.

## Složení kantonu
| Obec           | Počet obyvatel (2008) | PSČ   | INSEE       |
| -------------- | --------------------- | ----- | ----------- |
| Chilly-Mazarin | 18417                 | 91380 | 91 3 28 161 |
| Morangis       | 11836                 | 91420 | 91 3 28 432 |
| Wissous        | 5181                  | 91320 | 91 3 28 689 |